# Мурхаус, Анна
Анна Виктория Мурхаус (англ. Anna Victoria Moorhouse; род. 30 марта 1995, Олдем, Северо-Западная Англия) — английская футболистка, вратарь американского клуба «Орландо Прайд» и национальной сборной Англии.

## Ранние годы
В 11 лет Мурхаус присоединилась к юношеской команде «Чаддертон Грассхопперс», где провела три года, прежде чем ей было запрещено играть за команду мальчиков. Она перешла в женскую команду «Чадди Энд», а затем играла за «Рокс» и «Олдем Атлетик». В 2011 году, в возрасте 16 лет, Мурхаус попала в поле зрения клуба «Манчестер Юнайтед» и провела год в региональном клубе талантов этой команды.

## Клубная карьера

### «Эвертон»
Спустя год после пребывания в «Манчестер Юнайтед», Мурхаус начала профессиональную карьеру в «Эвертоне». Она не появлялась в составе ливерпульского клуба в течение двух сезонов, уступив своё место Рэйчел Браун и Даниэль Хилл. Во втором сезоне проиграла конкуренцию Лиззи Дурак и Меган Уолш.

### «Дарем»
В 2014 году Мурхаус присоединилась к недавно созданному клубу «Дарем» из Суперлиги 1. Она провела в клубе два сезона, сыграв в общей сложности 15 матчей.

### «Донкастер Роверс Беллс»
В 2016 году Мурхаус перешла в «Донкастер Роверс Беллс» из Суперлиги, чтобы побороться за место в воротах с Николой Хоббс. Она вышла на поле четыре раза, в том числе в последнем победном туре сезона 2016 против «Рединга» (1:0), проиграв все 15 предыдущие игры.

### «Арсенал»
Перед весенней серией Женской лиги Англии 2017 года Мурхаус перешла в «Арсенал». Она дебютировала 20 мая 2017 года в финальном матче весенней серии, завершившемся победой против «Бирмингем Сити» (4:2), благодаря которой лондонский клуб занял третье место. В течение всего сезона 2017/2018 она четыре раза сыграла в лиге, будучи заменой Сари ван Венендал, но на ранних стадиях использовалась в качестве вратаря в национальных кубках, таких как Кубок Англии и Кубка английской лиги. «Арсенал» дошёл до финалов обоих турниров, а Мурхаус оба раза оставалась на скамейке запасных. «Арсенал» выиграл Кубок лиги, но проиграл Кубок Англии.

### «Вест Хэм Юнайтед»
В июле 2018 года Мурхаус покинула «Арсенал» из-за отсутствия игрового времени и присоединилась к «Вест Хэм Юнайтед». Она разделила игровое время с Ребеккой Спенсер, каждая из которых провела по 10 матчей лиги в стартовом составе, хотя Мурхаус была выбрана стартовым игроком во всех пяти играх Кубка Англии, а команда впервые дошла до финала турнира на стадионе «Уэмбли», где уступила «Манчестер Сити» со счётом 0:3. Несмотря на то, что Спенсер ушла в межсезонье 2019/2020, Мурхаус оказалась в запасе после недавно подписанной Кортни Броснан, сыграв четыре матча лиги и еще четыре матча Кубка лиги, прежде чем покинув клуб в конце сезона по истечении контракта.

### «Бордо»
В июне 2020 года Мурхаус, в качестве свободного агента, подписала контракт с французским клубом «Бордо» из Дивизиона 1, который потерял тем летом стартового вратаря Эрин Нэйлер. Этот шаг воссоединил её с бывшим тренером «Арсенала» Педро Мартинес Лосой. Она была основным вратарём клуба, сыграв в 20 из 22 игр лиги. Она пропустила 15 голов и отыграла 10 матчей «на ноль», благодаря чему «Бордо» занял третье место, уступив «Лиону» и «Пари Сен-Жермен», впервые в своей истории квалифицировавшись в Лигу чемпионов. В своём дебютном матче в Лиге чемпионов «Бордо» обыграли чешскую команду «Словацко» и шведскую команду «Кристианстад» со счётом 2:1 и 3:1 соответственно в первом квалификационном раунде, прежде чем уступила «Вольфсбургу» в серии послематчевых пенальти. Мурхаус была заменена в перерыве ответного матча и не приняла участие в серии пенальти. В течение сезона она стала заменой Милены Шава, прежде чем покинула клуб в январе 2022 года, сославшись на несогласие изменениями в стиле игры «Бордо» после назначения Патриса Лэра.

### «Орландо Прайд»
В январе 2022 года Мурхаус подписала контракт с американской командой «Орландо Прайд» из НЖФЛ. «Орландо» использовал распределенные деньги, чтобы подписать Мурхаус из «Бордо», потерявв межсезонье стартового вратаря Эшлин Харрис. Она была вторым вратарём, после Эрин Маклеод, и дебютировала 30 марта 2022 года в проигрышном матче против «Готэма» (0:1) в Кубке вызова НЖФЛ. В отсутствие Маклеод Мурхаус вышла в стартовом составе ещё в двух играх, проиграв «Вашингтон Спирит» и «Северной Каролине Кураж» 1:4 и 2:4 соответственно, прежде чем была заменена на Кейли Коллинз. Мурхаус также сыграла в двух матчах регулярного сезона NWSL. В общей сложности она сыграла пять матчей в своем дебютном сезоне, все были проигрышными. Когда Маклеод ушла после сезона 2022, Мурхаус стала основным вратарём команды на сезон 2023. 26 марта 2023 года она сделала рекордные для клуба 12 сейвов в проигрышном первом матче сезона «Прайд» против «Портленд Торнс» (0:4). После двух поражений в начале сезона новый главный тренер Себ Хайнс выпустил Коллинз в стартовом составе в третьей игре, прежде чем дать дебютировать Карли Нельсон в Кубке Вызова. После трёх игр Мурхаус вернулась в стартовый состав, и команда одержала первую победу в сезоне, обыграв Сан-Диего Уэйв (3:1). Это была её первая победа в качестве игрока «Орландо Прайд». В своём девятом появлении на поле Мурхаус впервые отыграла «на ноль» в матче против «Расинга» (Луисвилл) (1:0). В январе 2024 года Мурхаус получила грин-карту США.
В сезоне 2024 Мурхаус сыграла в каждой игре регулярного сезона и установила новый рекорд NWSL по количеству сухих матчей за один сезон — 13, побив рекорд Адрианны Фрэнч, которая сыграла 11 сухих матчей в составе «Портленд Торнс» в 2017 году. Команда выиграла Турнир НЖФЛ, а также установила рекорды по новой серии матчей без поражений в регулярном сезоне из 24 матчей и по количеству побед за сезон — 18.

## Карьера за сборную
В июле 2024 года Мурхаус получила свой первый вызов в национальную сборную Англии на отборочные матчи чемпионата Европы 2025 против сборных Ирландии и Швеции. Она не вышла в стартовом составе ни в одном из матчей, так как Ханна Хэмптон вышла в стартовом составе в обоих матчах, а Мэри Эрпс и Хиара Китинг были заявлены в качестве запасных. Мурхаус была вызвана в состав в следующий раз, на этот раз попав на скамейку запасных в товарищеских матчах против сборных Германии и ЮАР, а Хэмптон и Эрпс сыграли по одному матчу каждая.
5 июня 2025 года, несмотря на то, что Мурхаус не играла за сборную Англии, она был включена в состав на чемпионат Европы 2025 в Швейцарии.

## Личная жизнь
С 2013 по 2016 год Мурхаус училась в Ливерпульском университете Хоуп, где получила степень бакалавра в области спорта и физических упражнений.

## Достижения

### «Арсенал»
- Обладательница Кубка английской лиги[англ.]: 2017/18

### Международные
- Чемпионат Европы: 2025